# بالاک، ارمنستان
بالاک، ارمنستان (به ارمنی: Բալաք) یک سکونتگاه مسکونی در ارمنستان است که در استان سیونیک واقع شده‌است.  در  کیلومتری جنوب کاپان، مرکز استان سیونیک واقع شده است.

## خصوصیات
بالاک ۱۰٫۶۸ کیلومترمربع مساحت و ۱۷۴ نفر جمعیت دارد و در ارتفاع  متر بالاتر از سطح دریا قرار گرفته است.